# Mexiko i olympiska sommarspelen 2000
Mexiko deltog i de olympiska sommarspelen 2000 med en trupp bestående av 78 deltagare, 52 män och 26 kvinnor, och de tog totalt sex medaljer.

## Medaljer

### Guld
- Soraya Jiménez - Tyngdlyftning, 53–58 kg

### Silver
- Noé Hernández - Friidrott, 20 km gång
- Fernando Platas - Simhopp, 3 m

### Brons
- Joel Sánchez - Friidrott, 50 km gång
- Cristián Bejarano - Boxning, lättvikt
- Víctor Estrada - Taekwondo, medelvikt

## Boxning
Lätt flugvikt
- Liborio Romero
  - Omgång 1 — Besegrade Mebarek Soltani från Algeriet
  - Omgång 2 — Förlorade mot Ivanas Stapovičius från Litauen (→ did not advance)

Flugvikt
- Daniel Ponce de León
  - Omgång 1 — Förlorade mot Vladimir Sidorenko från Ukraina (→ did not advance)

Bantamvikt
- César Morales
  - Omgång 1 — Besegrade Abdu Tebazalwa från Uganda
  - Omgång 2 — Förlorade mot George Olteanu från Rumänien (→ did not advance)

Fjädervikt
- Francisco Bojado
  - Omgång 1 — Besegrade Yohanes Shiferaw Yohanes från Etiopien
  - Omgång 2 — Förlorade mot Kamil Djamaloudinov från Ryssland (→ did not advance)

Lättvikt
- Cristián Bejarano
  - Omgång 1 — Besegrade Gilbert Khunwane från Botswana
  - Omgång 2 — Besegrade Gheorghe Lungu från Rumänien
  - Kvartsfinal — Besegrade Almazbek Raimkulov från Kirgizistan
  - Semifinal — Förlorade mot Andriy Kotelnyk från Ukraina — Brons

Lätt mellanvikt
- José Luis Zertuche
  - Omgång 1 — Besegrade Sidy Sandy från Guinea
  - Omgång 2 — Förlorade mot Marin Simion från Rumänien (→ did not advance)

## Bågskytte
| Herrarnas individuella |                       |                     |         |
|                        | Juan Carlos Manjarrez |                     |         |
| Sextondelsfinal        | Förlorade mot         | Hasan Orbay Turkiet | 165-153 |

| Damernas individuella |               |                     |         |
|                       | Erika Reyes   |                     |         |
| Sextondelsfinal       | Förlorade mot | Mi-Jin Yun Sydkorea | 168-157 |

## Cykling
Herrarnas terränglopp
- Ziranda Madrigal
  - Final — 2:19:33.56 (→ 24:e plats)

Damernas poänglopp
- Belem Guerrero Méndez
  - Poäng — 12 (→ 5:e plats)

## Friidrott
Herrarnas 400 meter
- Alejandro Cárdenas
  - Omgång 1 — 46.14
  - Omgång 2 — 45.66 (→ gick inte vidare)

- Juan Pedro Toledo
  - Omgång 1 — 46.82 (→ gick inte vidare)

Herrarnas 5 000 meter
- David Galván
  - Omgång 1 — DNS (→ gick inte vidare, ingen placering)

- Pablo Olmedo
  - Omgång 1 — 13:40.34 (→ gick inte vidare)

Herrarnas 10 000 meter
- David Galván
  - Omgång 1 — 27:49.53
  - Final — 27:54.56 (→ 13:e plats)

- Armando Quintanilla
  - Omgång 1 — 28:14.54 (→ gick inte vidare)

Herrarnas 3 000 meter hinder
- Salvador Miranda
  - Omgång 1 — 08:35.79 (→ gick inte vidare)

Herrarnas stavhopp
- Robison Pratt
  - Qualifying — NM (→ gick inte vidare, ingen placering)

Herrarnas 20 kilometer gång
- Noé Hernández
  - Final — 1:19:03 (→  Silver)

- Daniel García
  - Final — 1:22:05 (→ 12:e plats)

- Bernardo Segura
  - Final — did not finish (→ no ranking)

Herrarnas 50 kilometer gång
- Joel Sánchez
  - Final — 3:44:36 (→  Brons)

- Miguel Ángel Rodríguez
  - Final — 3:48:12 (→ 7:e plats)

- Germán Sánchez
  - Final — DSQ (→ gick inte vidare, ingen placering)

Herrarnas maraton
- Andrés Espinosa
  - Final — 2:18:02 (→ 27:e plats)

- Benjamín Paredes
  - Final — 2:27:17 (→ 64:e plats)

Damernas 400 meter
- Ana Guevara
  - Omgång 1 — 52.34
  - Omgång 2 — 51.19
  - Semifinal — 50.11
  - Final — 49.96 (→ 5:e plats)

Damernas 5 000 meter
- Nora Rocha
  - Omgång 1 — 15:38.72 (→ gick inte vidare)

- Dulce María Rodríguez
  - Omgång 1 — 15:54.17 (→ gick inte vidare)

Damernas 10 000 meter
- Nora Rocha
  - Omgång 1 — 34:37.84 (→ gick inte vidare)

Damernas 20 kilometer gång
- María Guadalupe Sánchez
  - Final — 1:31:33 (→ 5:e plats)

- Mara Ibañez
  - Final — 1:36:17 (→ 26:e plats)

- Graciela Mendoza
  - Final — DSQ (→ gick inte vidare, ingen placering)

Damernas maraton
- Adriana Fernández
  - Final — 2:30:51 (→ 16:e plats)

## Kanotsport
Sprint
Herrar
Herrarnas C-2 500 m
- José Ramon Ferrer Cruz, José Romero
- Kvalheat — 01:45,927
- Semifinal — 01:46,811 (→ gick inte vidare)

Herrarnas C-2 1000 m
- José Ramon Ferrer Cruz, José Romero
- Kvalheat — 03:49,301
- Semifinal — 03:44,358
- Final — 03:46,457 (→ 6:e plats)

## Modern femkamp
Herrar
- Samuel Felix — 5165 poäng (→ 11:e plats)
- Horacio de la Vega — 4039 poäng (→ 22:e plats)

## Segling
Mistral
- David Mauricio Mier y Teran Cuevas
  - Lopp 1 — 14
  - Lopp 2 — 24
  - Lopp 3 — 26
  - Lopp 4 — 17
  - Lopp 5 — 26
  - Lopp 6 — 19
  - Lopp 7 — 16
  - Lopp 8 — 15
  - Lopp 9 — (28)
  - Lopp 10 — (37) OCS
  - Lopp 11 — 27
  - Final — 184 (→ 25:e plats)

470
- Manuel Villarreal och Santiago Hernández
  - Lopp 1 — 21
  - Lopp 2 — 21
  - Lopp 3 — (23)
  - Lopp 4 — 8
  - Lopp 5 — 22
  - Lopp 6 — 22
  - Lopp 7 — (30) DNF
  - Lopp 8 — 23
  - Lopp 9 — 9
  - Lopp 10 — 22
  - Lopp 11 — 11
  - Final — 159 (→ 23:e plats)

Europajolle
- Tania Elias Calles Wolf
  - Lopp 1 — 19
  - Lopp 2 — (23)
  - Lopp 3 — 8
  - Lopp 4 — 11
  - Lopp 5 — 7
  - Lopp 6 — 16
  - Lopp 7 — 2
  - Lopp 8 — 13
  - Lopp 9 — (20)
  - Lopp 10 — 18
  - Lopp 11 — 14
  - Final — 108 (→ 17:e plats)

## Simhopp
Herrarnas 3 m
- Fernando Platas
  - Kval — 444,6
  - Semifinal — 234,36 — 678,96
  - Final — 474,06 — 708,42 (→ Silver)

Herrarnas 3 m
- Joel Rodriguez
  - Kval — 336,51 (→ gick inte vidare, 29:e plats)

Herrarnas 10 m
- Francisco Pérez
  - Kval — 381,78 (→ gick inte vidare, 19:e plats)

Herrarnas 10 m
- Eduardo Rueda
  - Kval — 60,3 (→ gick inte vidare, 42:a plats)

Herrarnas 3 m parhoppning
- Fernando Platas och Eduardo Rueda
  - Final — 317,7 (→ 5:e plats)

Damernas 3 m
- Azul Almazan
  - Kval — 272,85
  - Semifinal — 216,03 — 488,88 (→ gick inte vidare, 13:e plats)

Damernas 3 m
- Jashia Luna
  - Kval — 268,44
  - Semifinal — 196,53 — 464,97 (→ gick inte vidare, 19:e plats)

Damernas 10 m
- Maria José Alcalá
  - Kval — 235,53 (→ gick inte vidare, 30:e plats)

Damernas 10 m
- Azul Almazan
  - Kval — 229,29 (→ gick inte vidare, 33rd place)

Damernas 3 m parhoppning
- Maria José Alcalá och Jashia Luna
  - Final — 273,84 (→ 6:e plats)

Damernas 10 m parhoppning
- Maria José Alcalá och Azul Almazan
  - Final — 264,3 (→ 8:e plats)